# Eressa lydica
Eressa lydica är en fjärilsart som beskrevs av Swinhoe. Eressa lydica ingår i släktet Eressa och familjen björnspinnare. Inga underarter finns listade i Catalogue of Life.